# Caja Rural-Seguros RGA/2022
Deze pagina geeft een overzicht van de Caja Rural-Seguros RGA-wielerploeg in 2022.

## Algemene gegevens
Teammanager: Juan Manuel Hernandez Esquisabel
Ploegleiders: Jose Miguel Fernandez Reviejo, Genaro Prego, Rubén Martínez
Fietsmerk:

## Renners
| Naam                     | Geboortedatum | Nationaliteit       | Ploeg 2021                               |
| ------------------------ | ------------- | ------------------- | ---------------------------------------- |
| Julen Amezqueta          | 12-08-1993    | Spanje              |                                          |
| Orluis Aular             | 05-11-1996    | Venezuela           |                                          |
| Aritz Bagües             | 19-08-1989    | Spanje              |                                          |
| Fernando Barceló         | 06-01-1996    | Spanje              | Cofidis                                  |
| Jon Barrenetxea          | 20-04-2000    | Spanje              |                                          |
| Juan Fernando Calle      | 18-07-1999    | Colombia            |                                          |
| Jefferson Alveiro Cepeda | 02-03-1996    | Ecuador             |                                          |
| Álvaro Cuadros           | 12-04-1995    | Spanje              |                                          |
| Josu Etxeberria          | 09-09-2000    | Spanje              |                                          |
| Jhojan García            | 10-01-1998    | Colombia            |                                          |
| David González           | 21-02-1996    | Spanje              |                                          |
| Calum Johnston           | 01-11-1998    | Verenigd Koninkrijk | Equipo Amateur Caja Rural - Serguros RGA |
| Jonathan Lastra          | 03-06-1993    | Spanje              |                                          |
| Iúri Leitão              | 03-07-1998    | Portugal            | Tavfer-Measindot-Mortágua                |
| Sergio Roman Martín      | 13-12-1996    | Spanje              |                                          |
| Jokin Murguialday        | 19-03-2000    | Spanje              |                                          |
| Joel Nicolau             | 23-12-1997    | Spanje              |                                          |
| Mikel Nieve              | 26-03-1984    | Spanje              | Team BikeExchange                        |
| Yesid Albeiro Pira       | 28-06-1999    | Colombia            |                                          |
| Eduard Prades            | 09-08-1987    | Spanje              | DELKO                                    |
| Michal Schlegel          | 31-05-1995    | Tsjechië            | Elkov-Kasper                             |

### Stagiairs
Per 1 augustus 2022
| Naam                     | Geboortedatum | Nationaliteit | Vorige ploeg |
| ------------------------ | ------------- | ------------- | ------------ |
| Abel Balderstone         | 07-07-2000    | Spanje        |              |
| Joseba Lopez             | 05-03-2000    | Spanje        |              |
| Andoni López de Abetxuko | 03-08-1999    | Spanje        |              |

### Vertrokken
| Naam             | Geboortedatum | Nationaliteit | Ploeg 2022             |
| ---------------- | ------------- | ------------- | ---------------------- |
| Jon Aberasturi   | 28-03-1989    | Spanje        | Trek-Segafredo         |
| Jon Irisarri     | 09-11-1995    | Spanje        | Gestopt                |
| Oier Lazkano     | 07-11-1999    | Spanje        | Movistar Team          |
| Alejandro Osorio | 28-05-1998    | Colombia      | Bahrain-Victorious     |
| Héctor Sáez      | 06-11-1993    | Spanje        | Glassdrive Q8 Anicolor |
| Carmelo Urbano   | 03-02-1997    | Spanje        | ?                      |

## Overwinningen
| Kampioenschappen Venezuela - tijdrit: Orluis Aular Venezuela - wegrit: Orluis Aular Ruta del Sol Bergklassement: Jon Barrenetxea Clássica da Arrábida Orluis Aular Ronde van Alentejo 1e etappe: Orluis Aular 4e etappe (ITT): Orluis Aular Eindklassement: Orluis Aular Puntenklassement: Orluis Aular Ronde van Noorwegen Bergklassement: Joel Nicolau Boucles de la Mayenne Puntenklassement: Orluis Aular | Ronde de l'Oise 2e etappe: Iúri Leitão Bergklassement: Aritz Bagües Ronde van Slovenië Ploegenklassement: *1) Trofeo Joaquim Agostinho 1e etappe: Jonathan Lastra Ronde van Castilië en León Bergklassement: David González Ronde van Luxemburg Bergklassement: Joel Nicolau |  |

*1) ploeg ronde van Slovenië: Bagües, Barceló, Barrenetxea, Lastra, Roman Martín, Nicolau, Schlegel
Alpecin-Deceuninck · B&B Hotels-KTM · Bardiani-CSF-Faizanè  · Bingoal Pauwels Sauces WB · Burgos-BH · Caja Rural-Seguros RGA · Drone Hopper-Androni Giocattoli · EOLO-Kometa · Equipo Kern Pharma · Euskaltel-Euskadi · Gazprom-RusVelo · Human Powered Health · Sport Vlaanderen-Baloise · Arkéa-Samsic · Team Novo Nordisk · Team TotalEnergies · Uno-X Pro Cycling Team
2010 · 2011 · 2012 · 2013 · 2014 · 2015 · 2016· 2017· 2018· 2019 · 2020· 2021· 2022 · 2023 · 2024 · 2025